# Nyctibatrachus sylvaticus
Nyctibatrachus sylvaticus es una especie  de anfibios de la familia Nyctibatrachidae.

## Distribución geográfica y hábitat
Es endémica de los Ghats occidentales en Karnataka (India). Su rango altitudinal oscila alrededor de 400 m s. n. m..